# Lijst van vlaggen van Bulgaarse gemeenten
Dit artikel bevat een lijst van vlaggen van Bulgaarse gemeenten. De 28 oblasten van Bulgarije zijn verdeeld in 264 gemeenten (община, obshtina).

## Blagoëvgrad

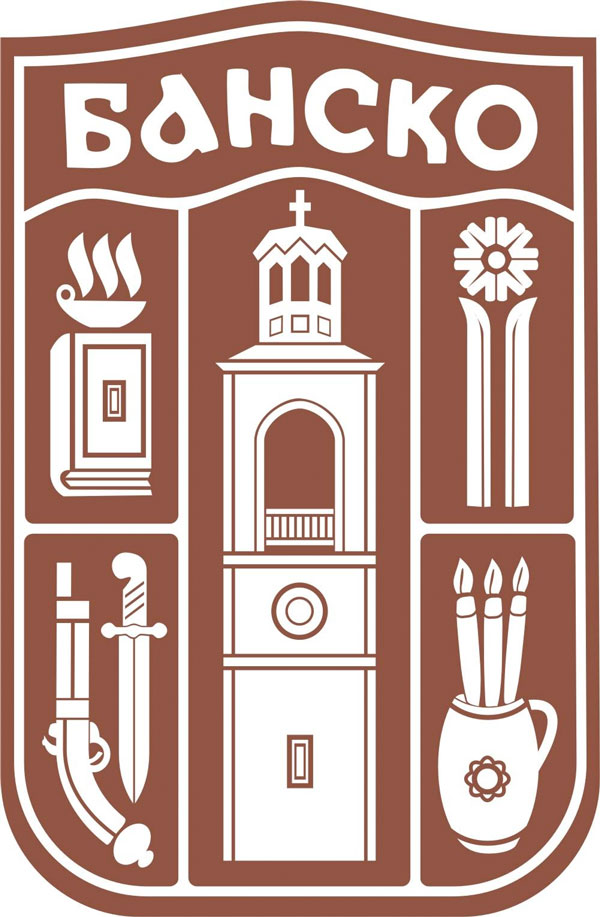
Bansko
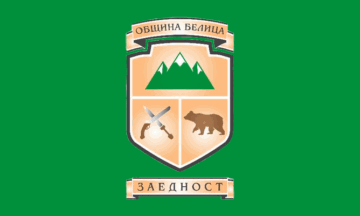
Belitsa
Blagoëvgrad
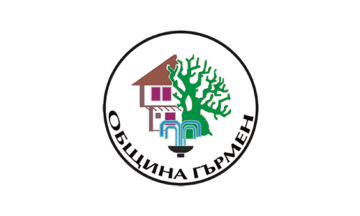
Garmen
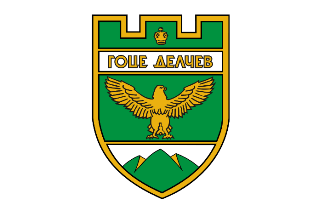
Gotse Deltsjev
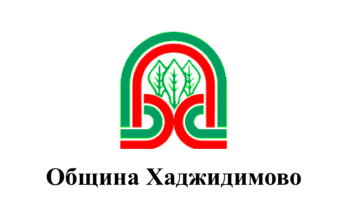
Chadzjidimovo
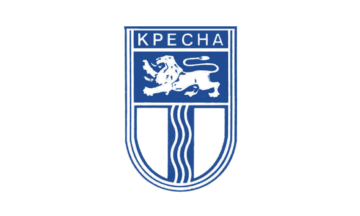
Kresna
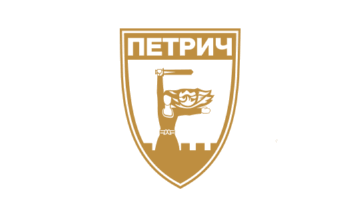
Petritsj
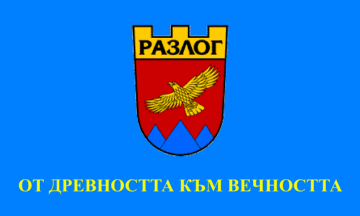
Razlog
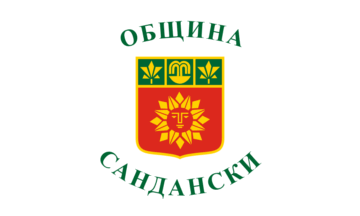
Sandanski
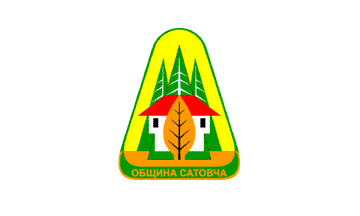
Satovtsja
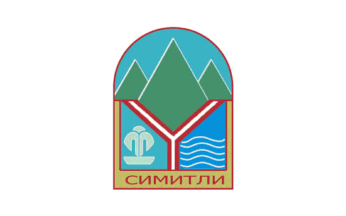
Simitli
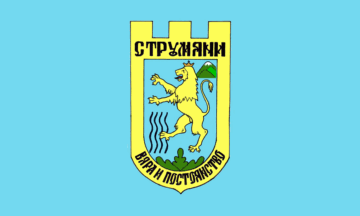
Stroemjani
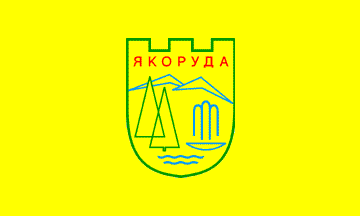
Jakoroeda

## Boergas

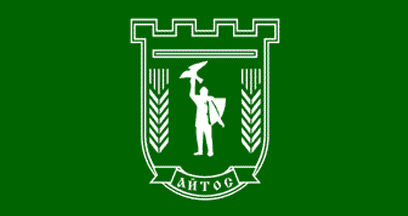
Ajtos
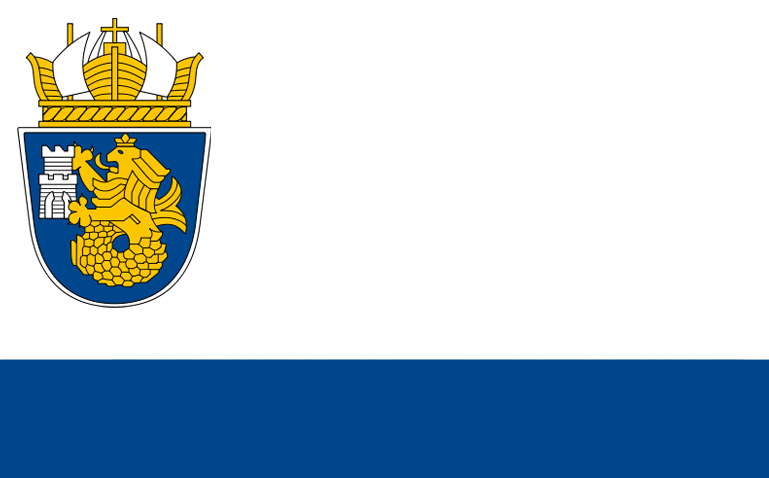
Boergas
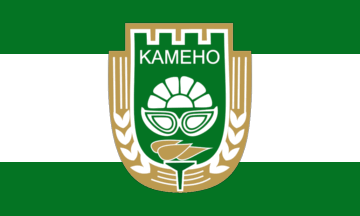
Kameno
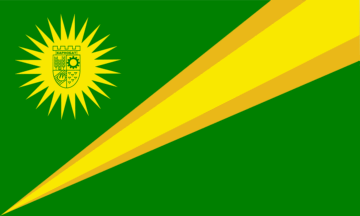
Karnobat
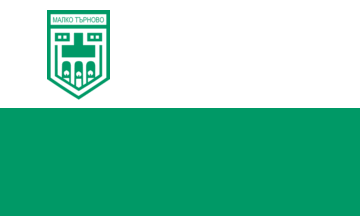
Malko Tarnovo
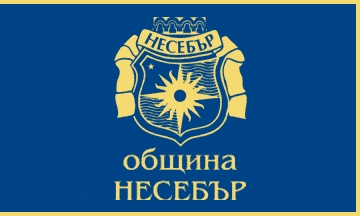
Nesebar
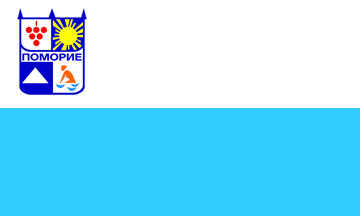
Pomorie
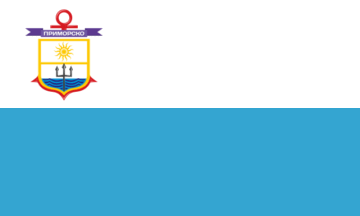
Primorsko
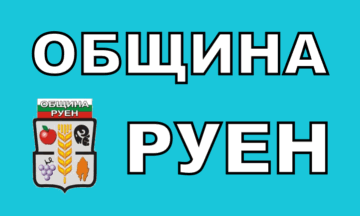
Roejen
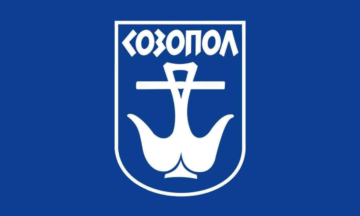
Sozopol
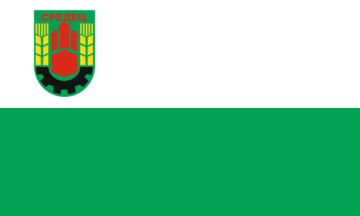
Sredets
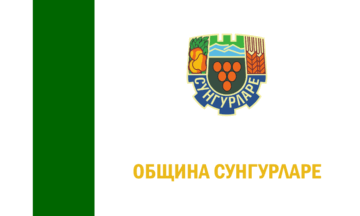
Soengoerlare
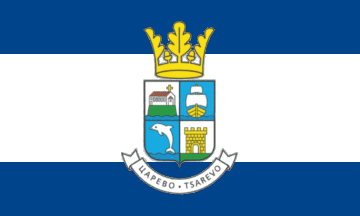
Tsarevo

## Dobritsj

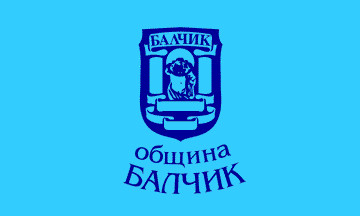
Baltsjik
Dobritsj
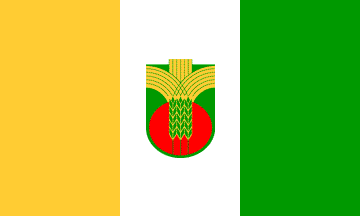
Dobritsjka
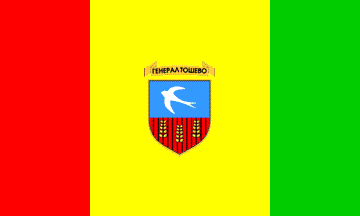
General Tosjevo
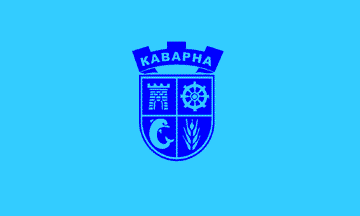
Kavarna
Kroesjari
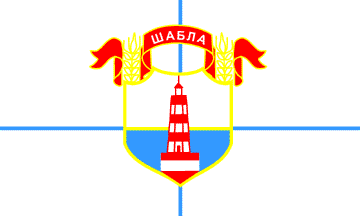
Sjabla
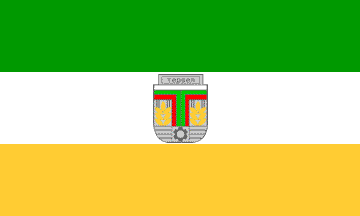
Tervel

## Gabrovo

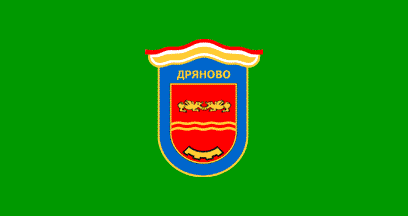
Drjanovo
Gabrovo
Sevlievo
Trjavna

## Chaskovo

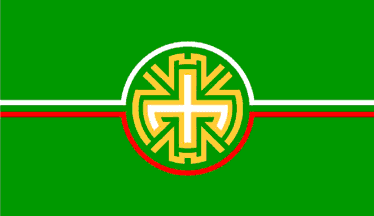
Dimitrovgrad
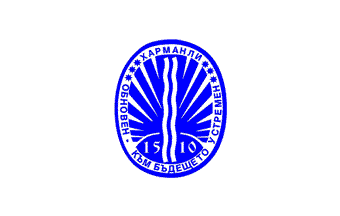
Charmanli
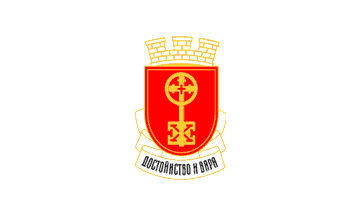
Chaskovo
Ivajlovgrad
Ljoebimets
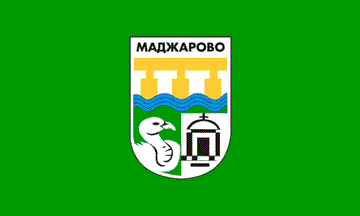
Madzjarovo
Mineralni Bani
Simeonovgrad
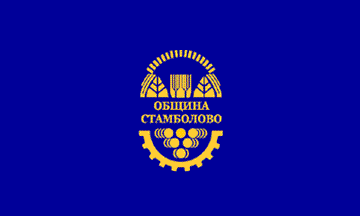
Stambolovo
Svilengrad
Topolovgrad

## Kardzjali

Ardino
Tsjernootsjene
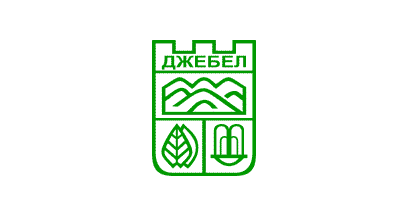
Dzjebel
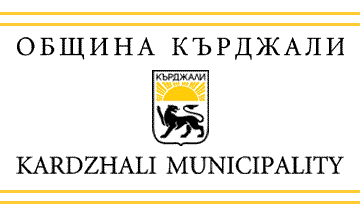
Kardzjali
Kirkovo
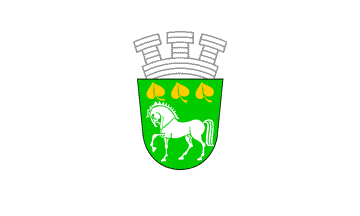
Kroemovgrad
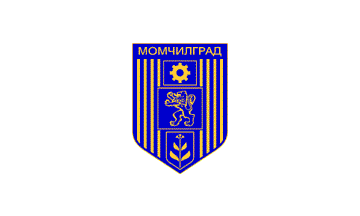
Momtsjilgrad

## Kjoestendil

Bobosjevo
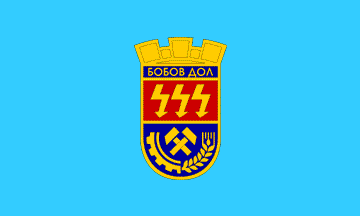
Bobov Dol
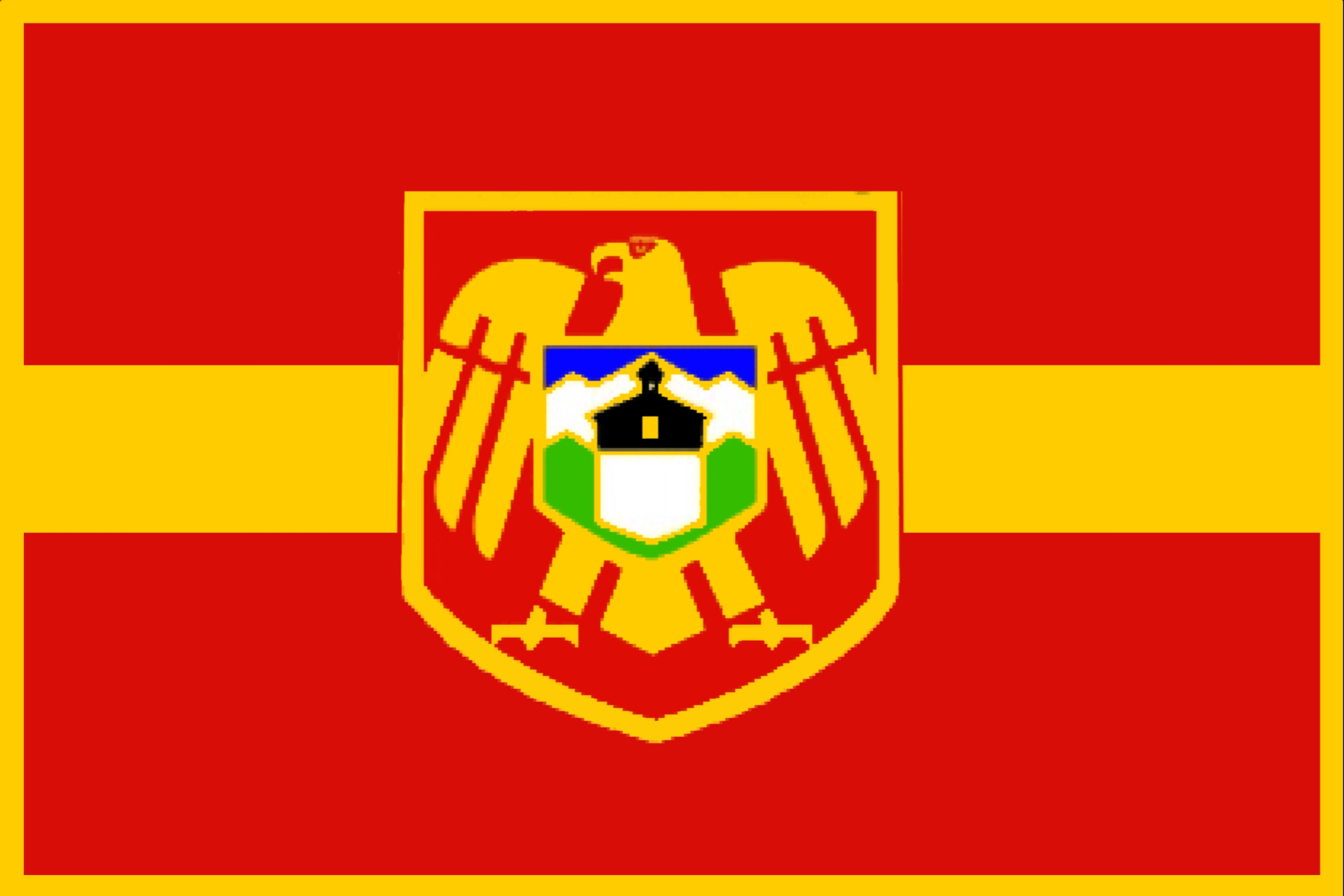
Doepnitsa
Kotsjerinovo
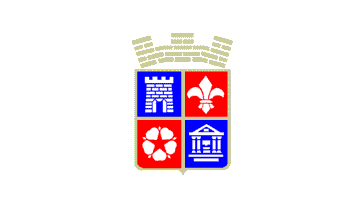
Kjoestendil
Nevestino
Rila
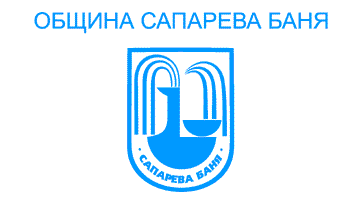
Sapareva Banja
Trekljano

## Lovetsj

Apriltsi
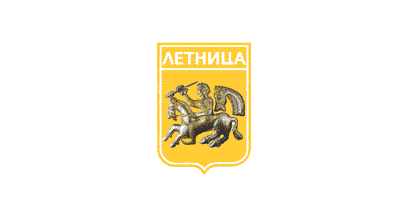
Letnitsa
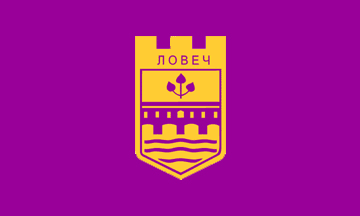
Lovetsj
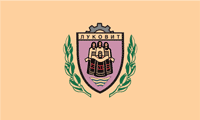
Loekovit
Teteven
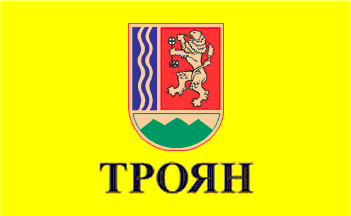
Trojan
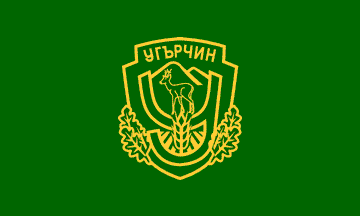
Oegartsjin
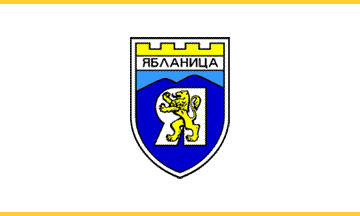
Jablanitsa

## Montana

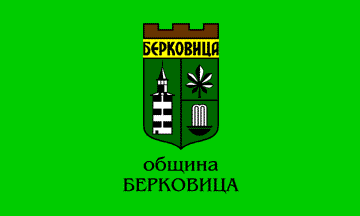
Berkovitsa
Boïtsjinovtsi
Broesartsi
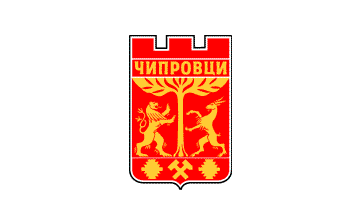
Tsjiprovtsi
Georgi Damjanovo
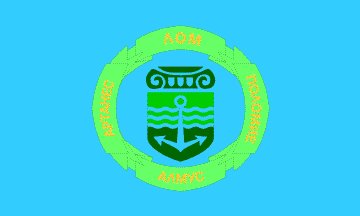
Lom
Medkovets
Montana
Valtsjedram
Varsjets
Jakimovo

## Pazardzjik

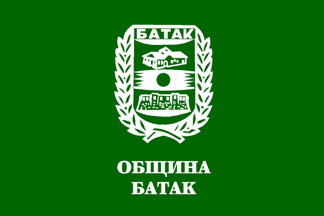
Batak
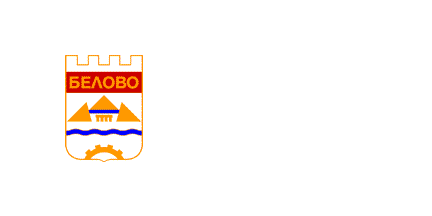
Belovo
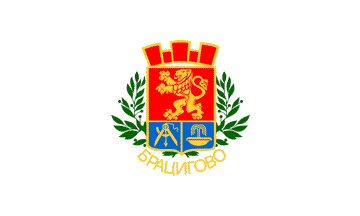
Bratsigovo
Lesitsjovo
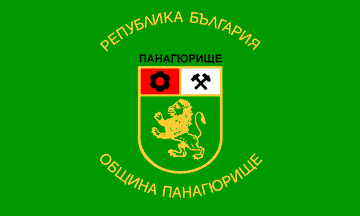
Panagjoerisjte
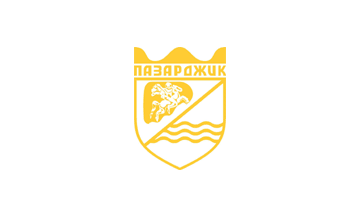
Pazardzjik
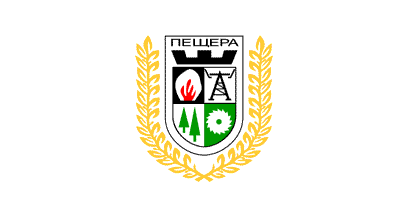
Pesjtera
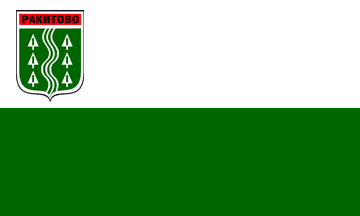
Rakitovo
Sarnitsa
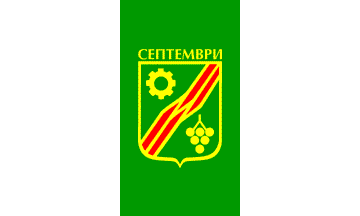
Septemvri
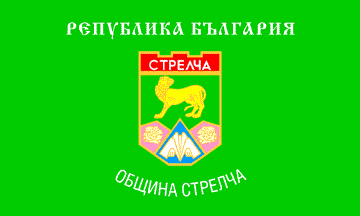
Streltsja
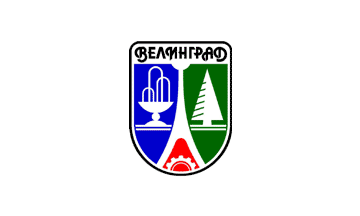
Velingrad

## Pernik

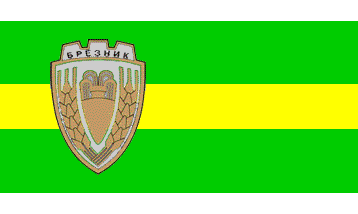
Breznik
Kovatsjevtsi
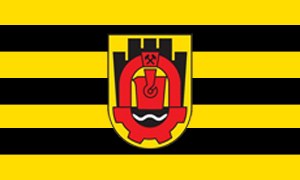
Pernik
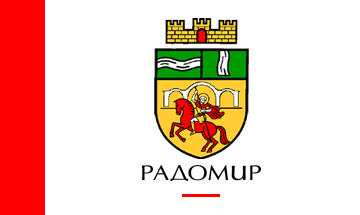
Radomir
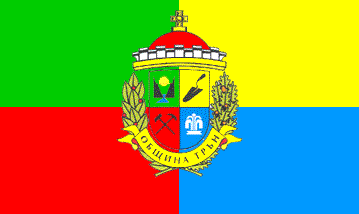
Tran
Zemen

## Pleven

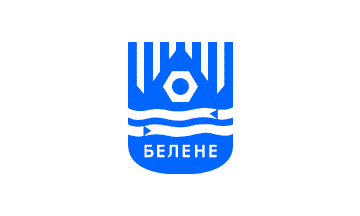
Belene
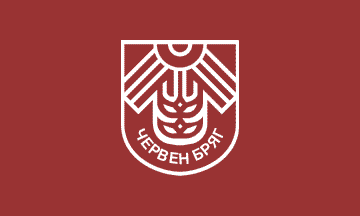
Tsjerven Brjag
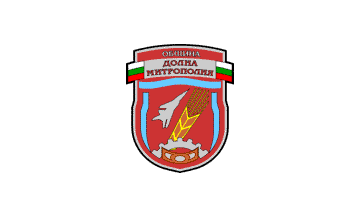
Dolna Mitropolija
Dolni Dabnik
Goeljantsi
Iskar
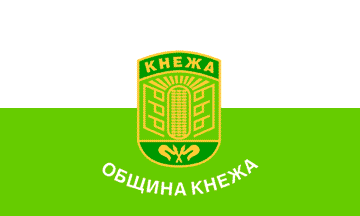
Knezja
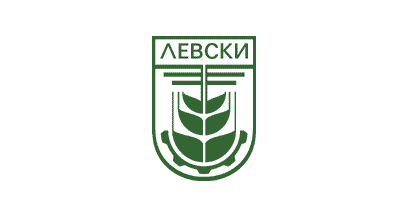
Levski
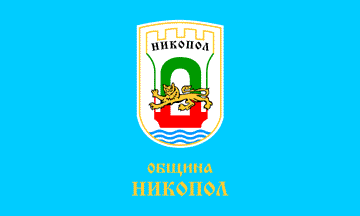
Nikopol
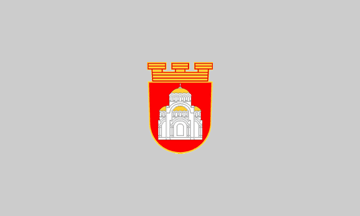
Pleven
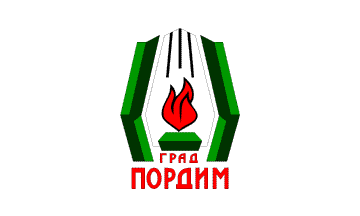
Pordim

## Plovdiv

Asenovgrad
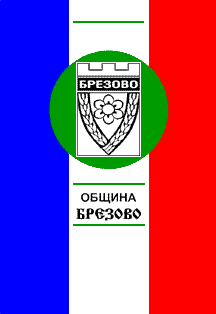
Brezovo
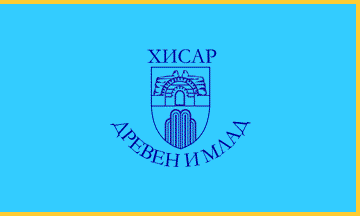
Chisarja
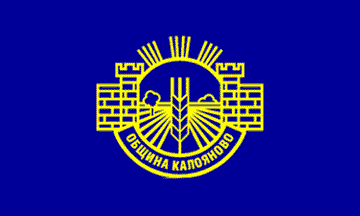
Kalojanovo
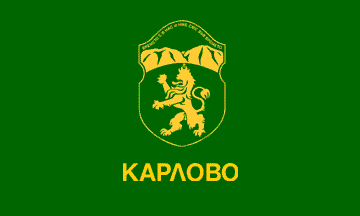
Karlovo
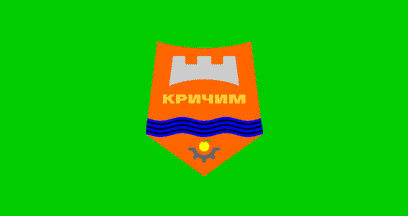
Kritsjim
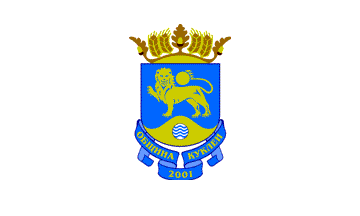
Koeklen
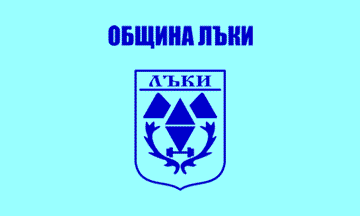
Laki
Maritsa
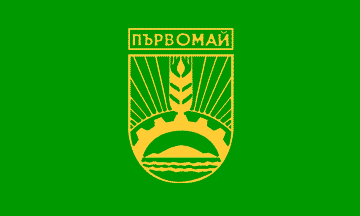
Parvomaï
Peroesjtitsa
Plovdiv
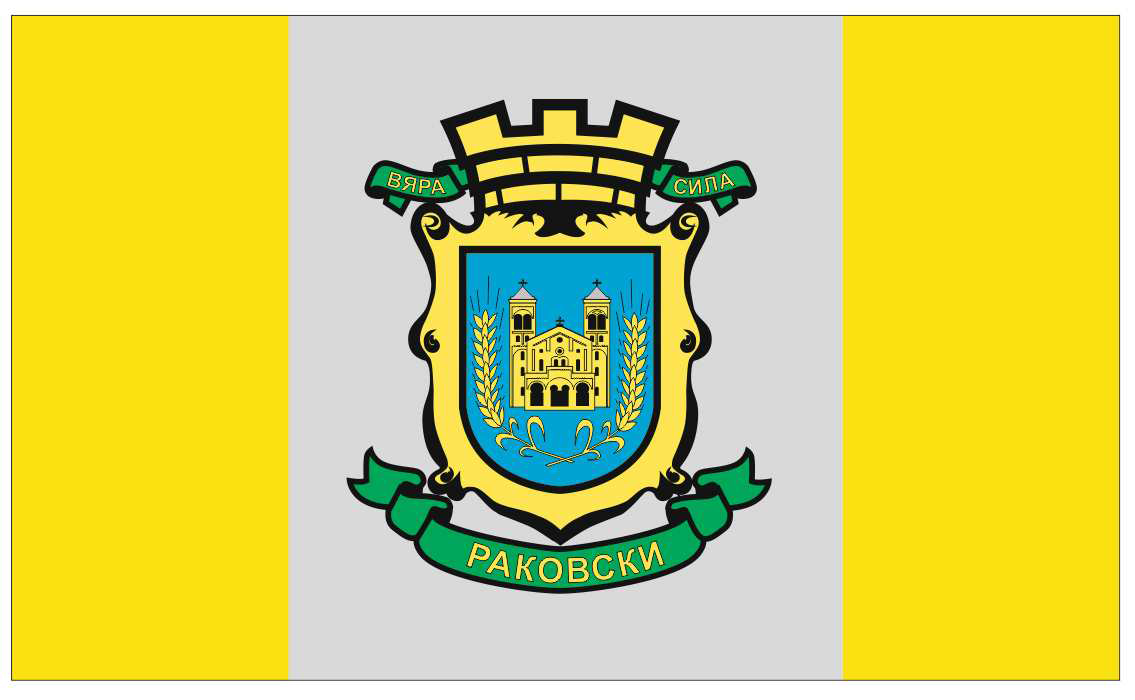
Rakovski
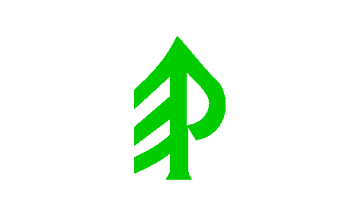
Rodopi
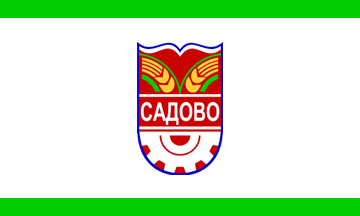
Sadovo
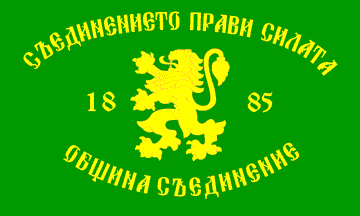
Saedinenie
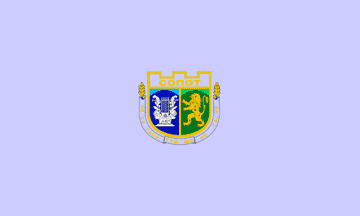
Sopot
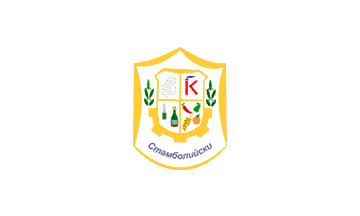
Stamboliïski

## Razgrad

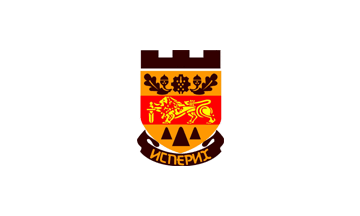
Isperich
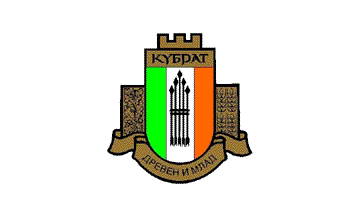
Koebrat
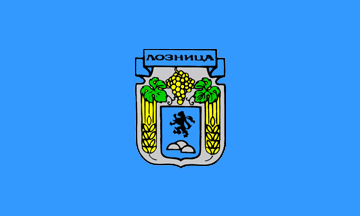
Loznitsa
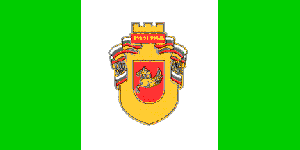
Razgrad
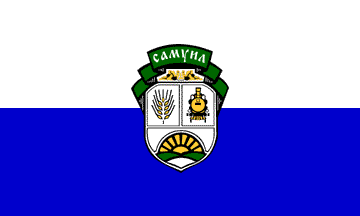
Samoeil
Tsar Kalojan
Zavet

## Roese

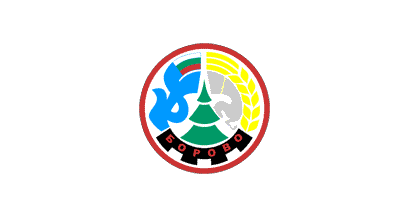
Borovo
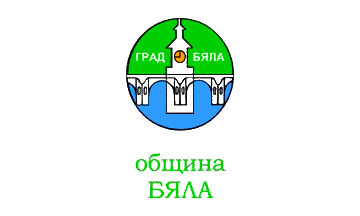
Bjala
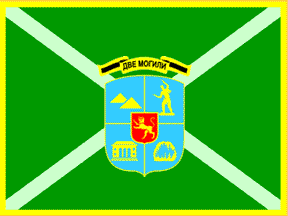
Dve Mogili
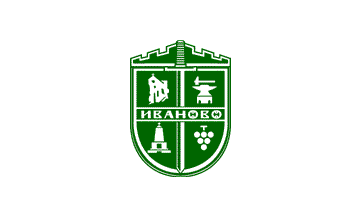
Ivanovo
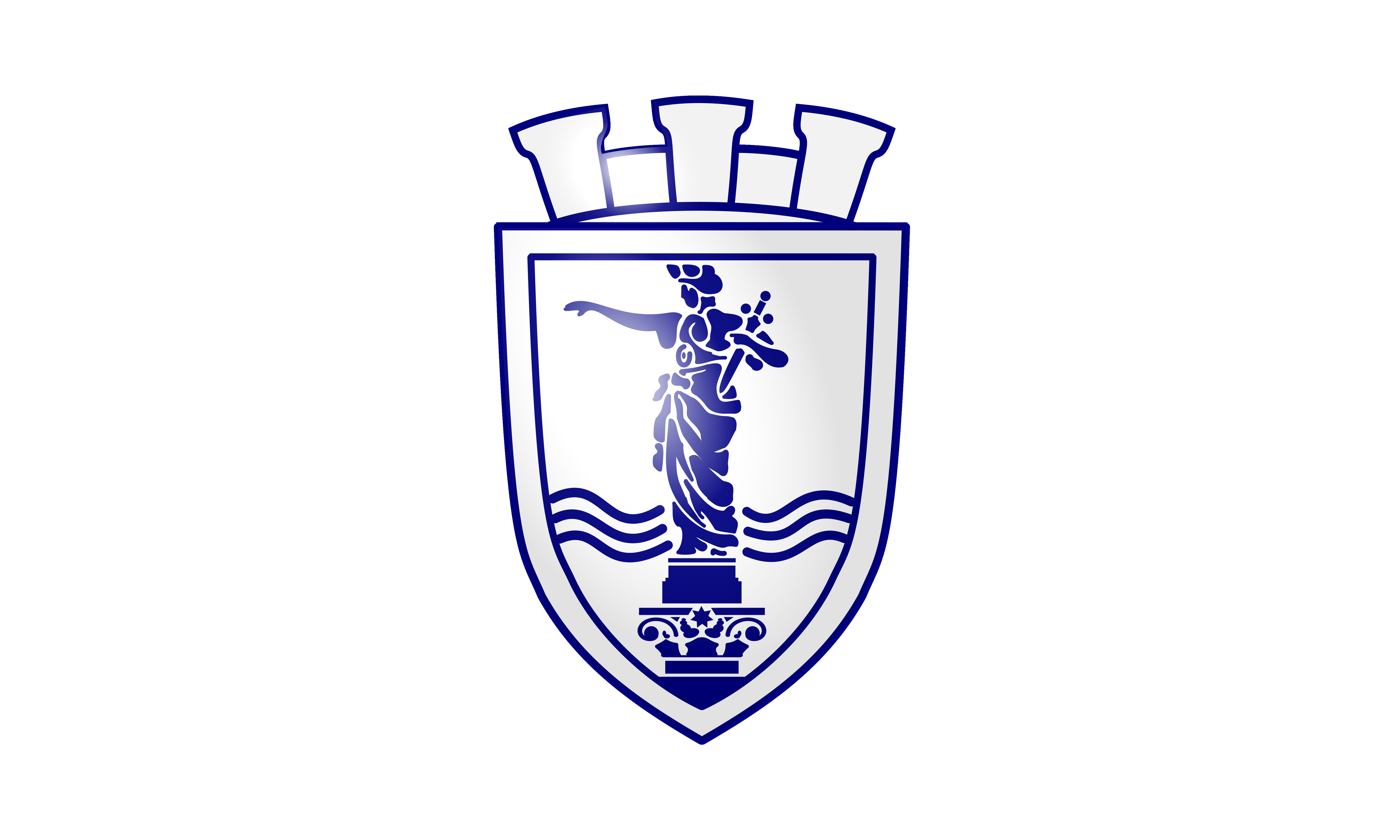
Roese
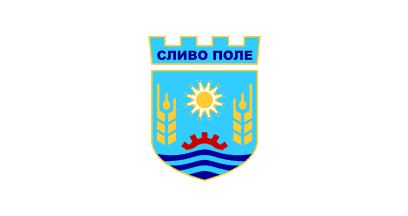
Slivo Pole
Tsenovo
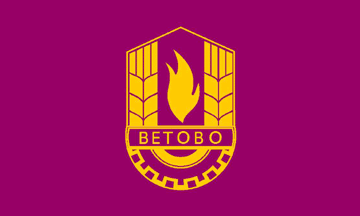
Vetovo

## Sjoemen

Chitrino
Kaolinovo
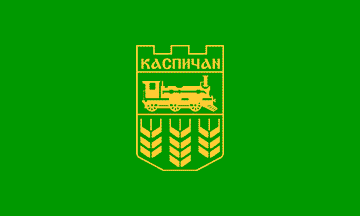
Kaspitsjan
Nikola Kozlevo
Novi Pazar
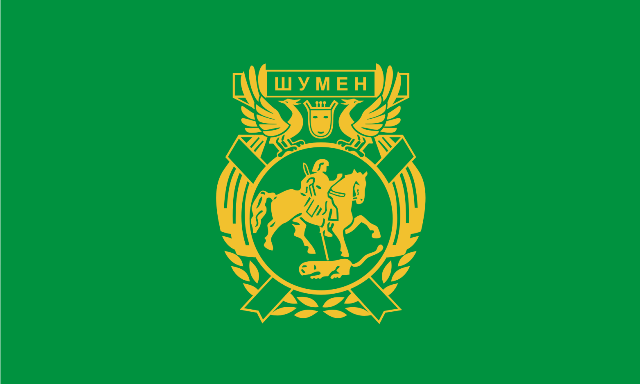
Sjoemen
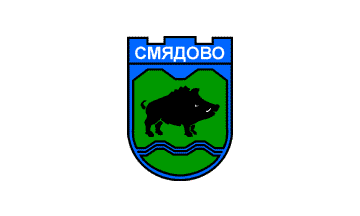
Smjadovo
Varbitsa
Veliki Preslav
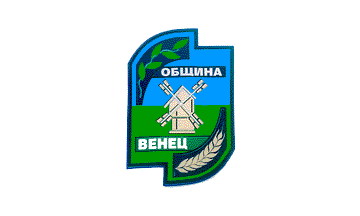
Venets

## Silistra

Alfatar
Doelovo
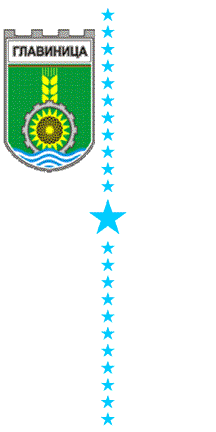
Glavinitsa
Kajnardzja
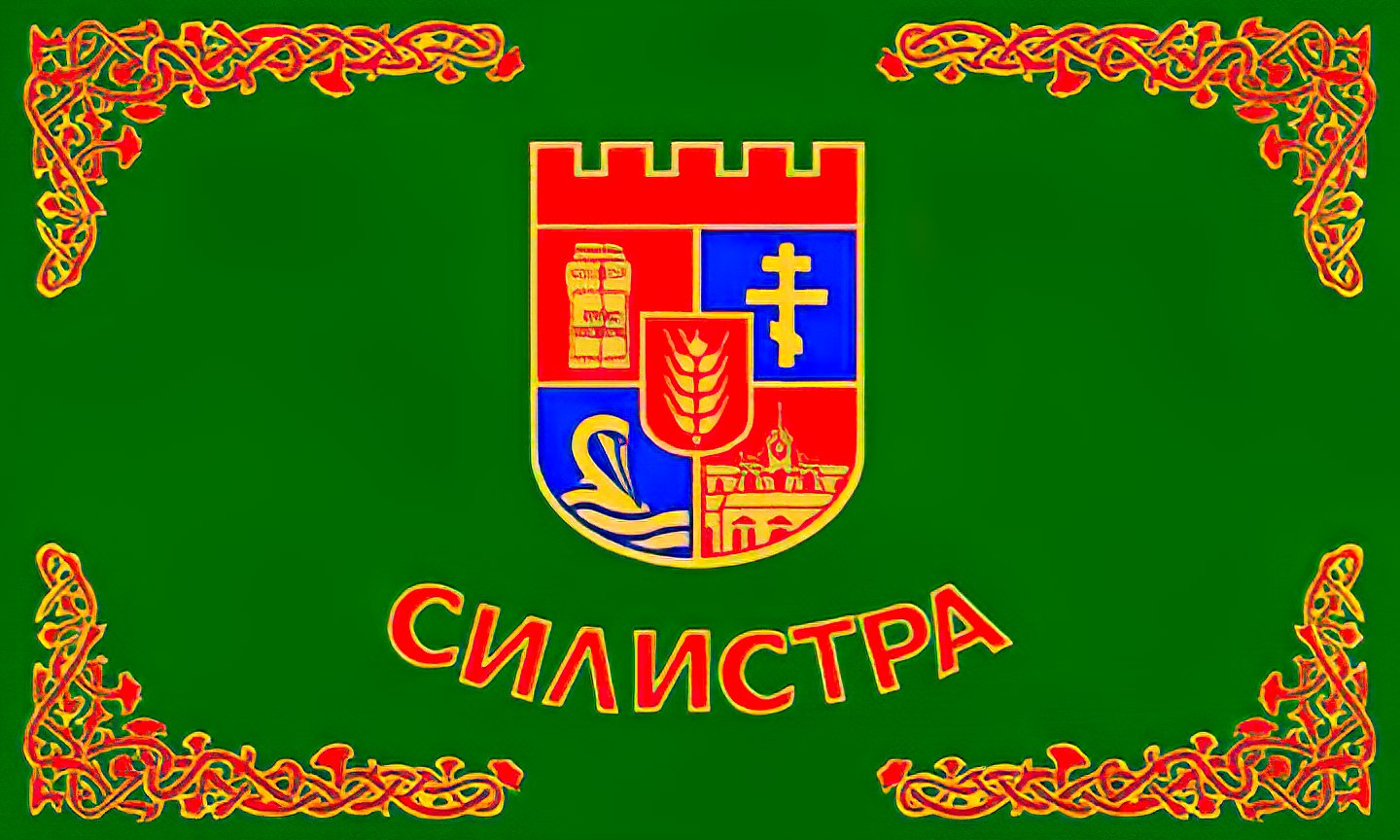
Silistra
Sitovo
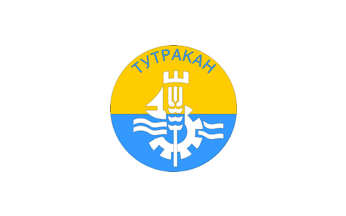
Toetrakan

## Sliven

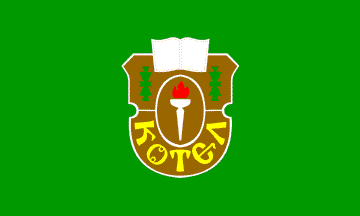
Kotel
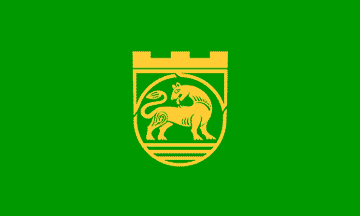
Nova Zagora
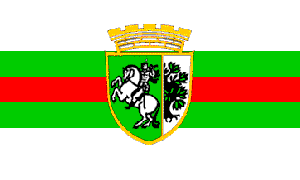
Sliven
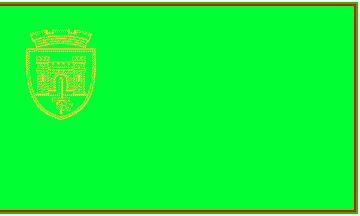
Tvarditsa

## Smoljan

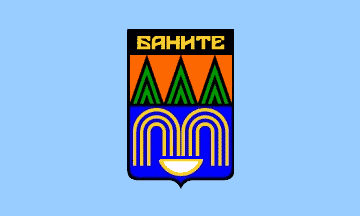
Banite
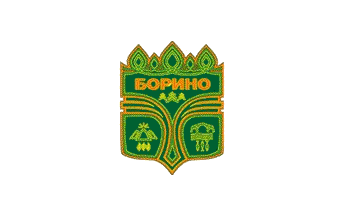
Borino
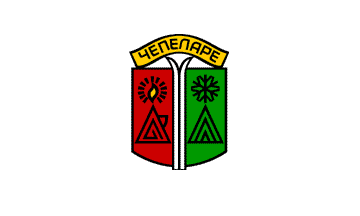
Tsjepelare
Devin
Dospat
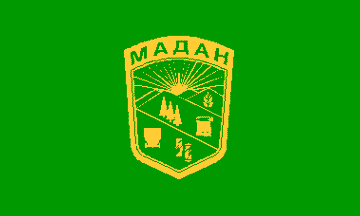
Madan
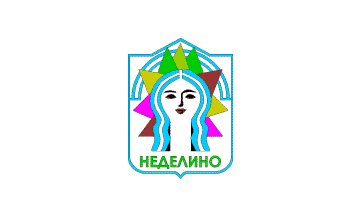
Nedelino
Roedozem
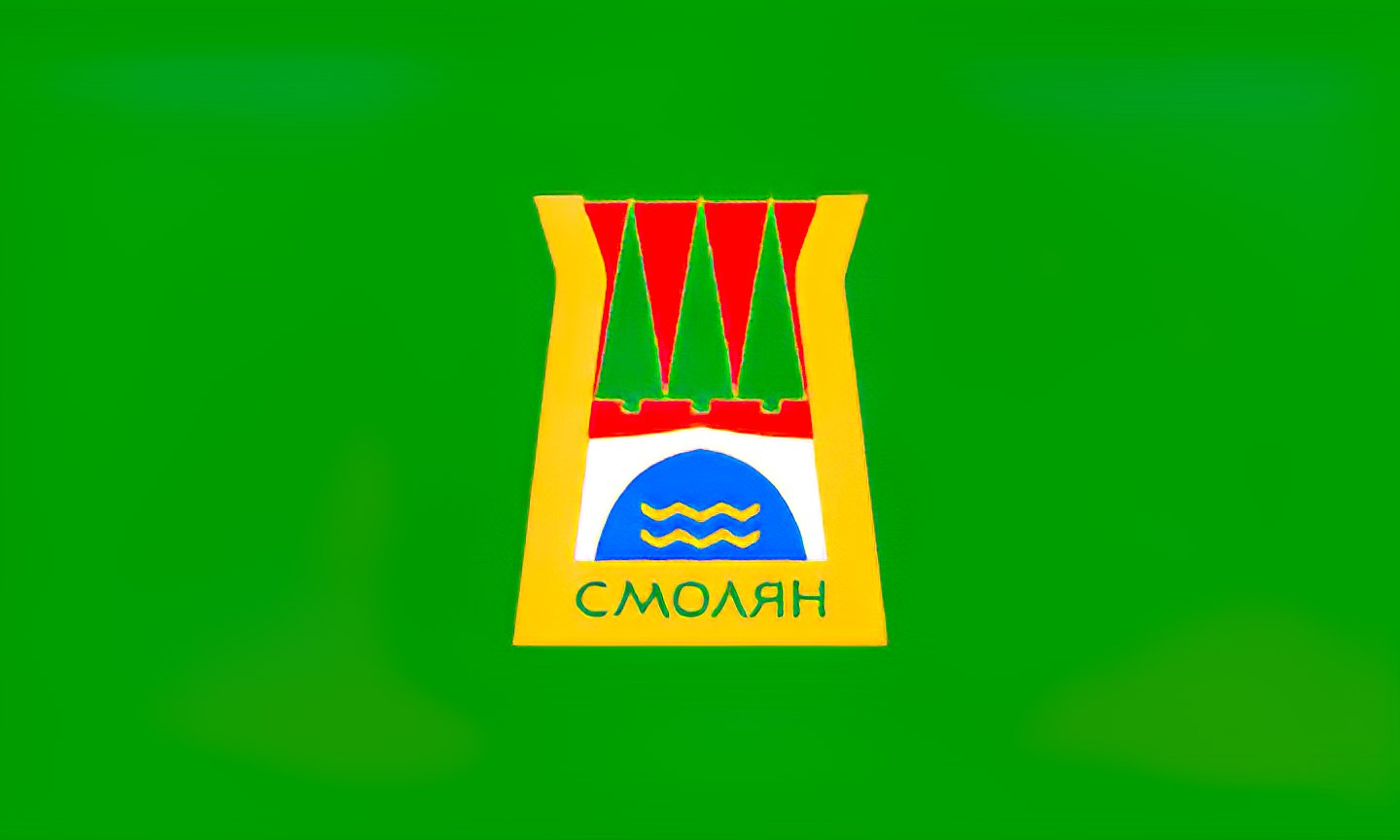
Smoljan
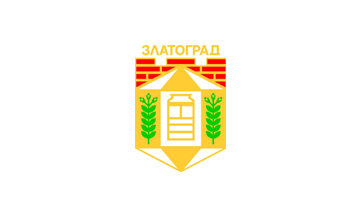
Zlatograd

## Sofia-Hoofdstad

Sofia

## Sofia

Anton
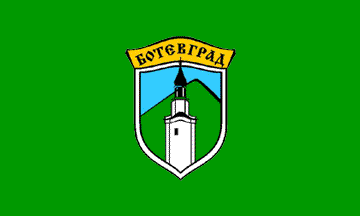
Botevgrad
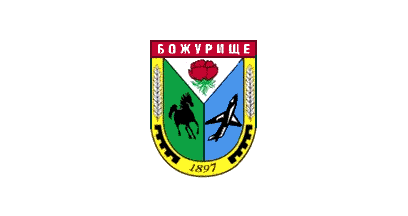
Bozjoerisjte
Tsjavdar
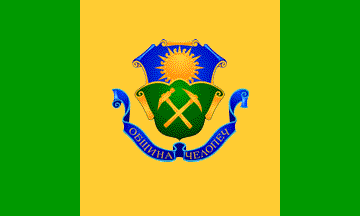
Tsjelopetsj
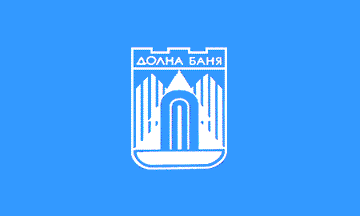
Dolna Banja
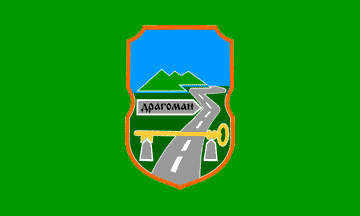
Dragoman
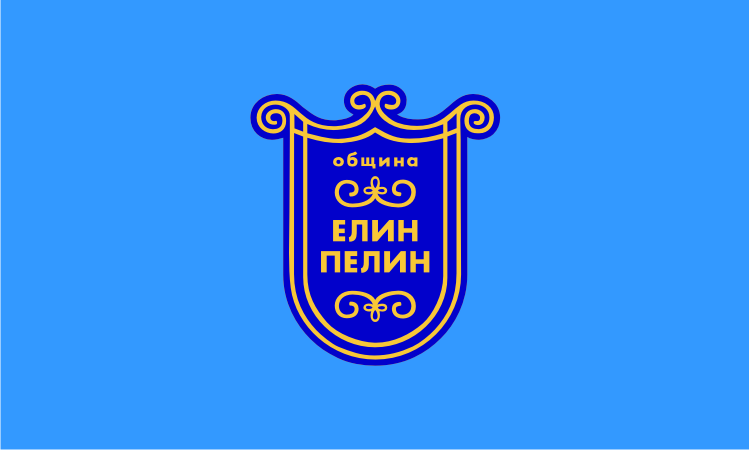
Elin Pelin
Etropole
Godetsj
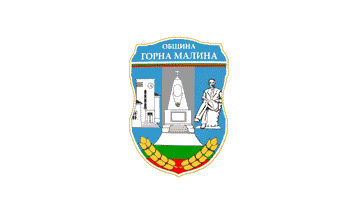
Gorna Malina
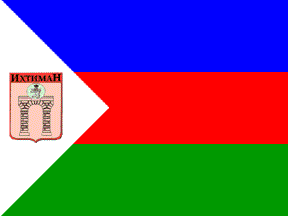
Ichtiman
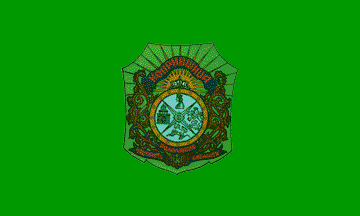
Koprivsjtitsa
Kostenets
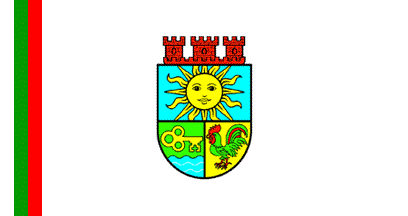
Kostinbrod
Mirkovo
Pirdop
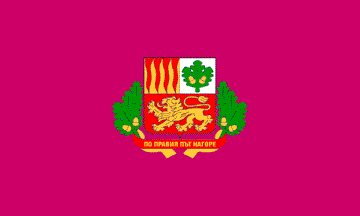
Pravets
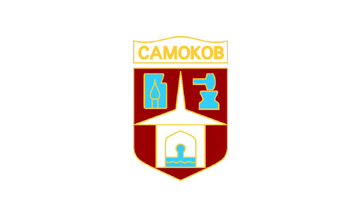
Samokov
Slivnitsa
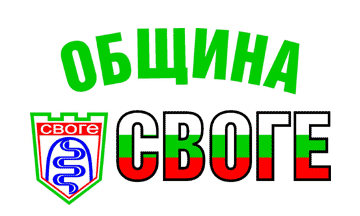
Svoge
Zlatitsa

## Stara Zagora

Bratja Daskalovi
Tsjirpan
Galabovo
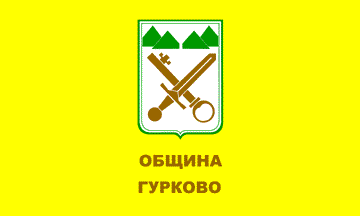
Goerkovo
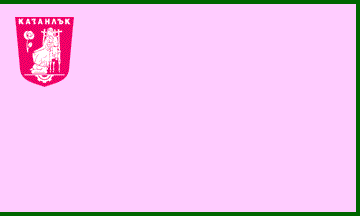
Kazanlak
Maglizj
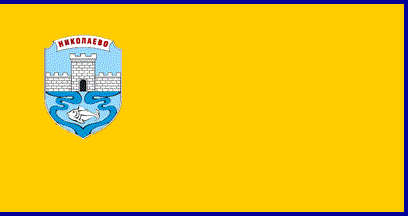
Nikolaevo
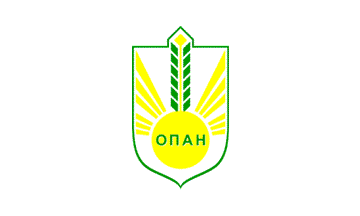
Opan
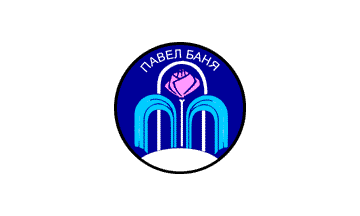
Pavel Banja
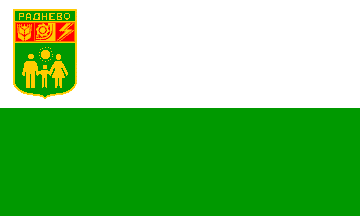
Radnevo
Stara Zagora

## Targovisjte

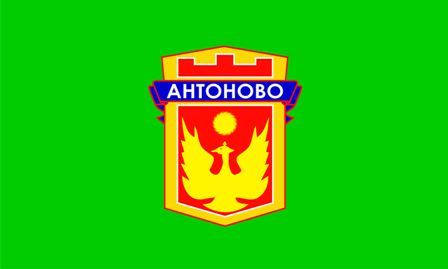
Antonovo
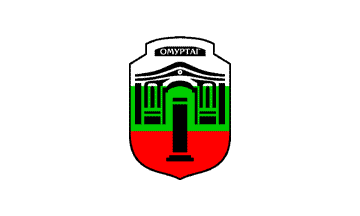
Omoertag
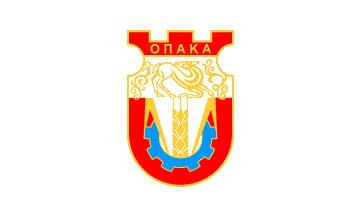
Opaka
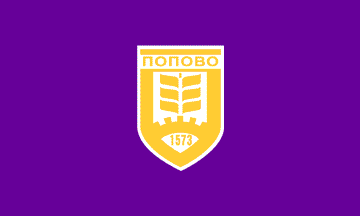
Popovo
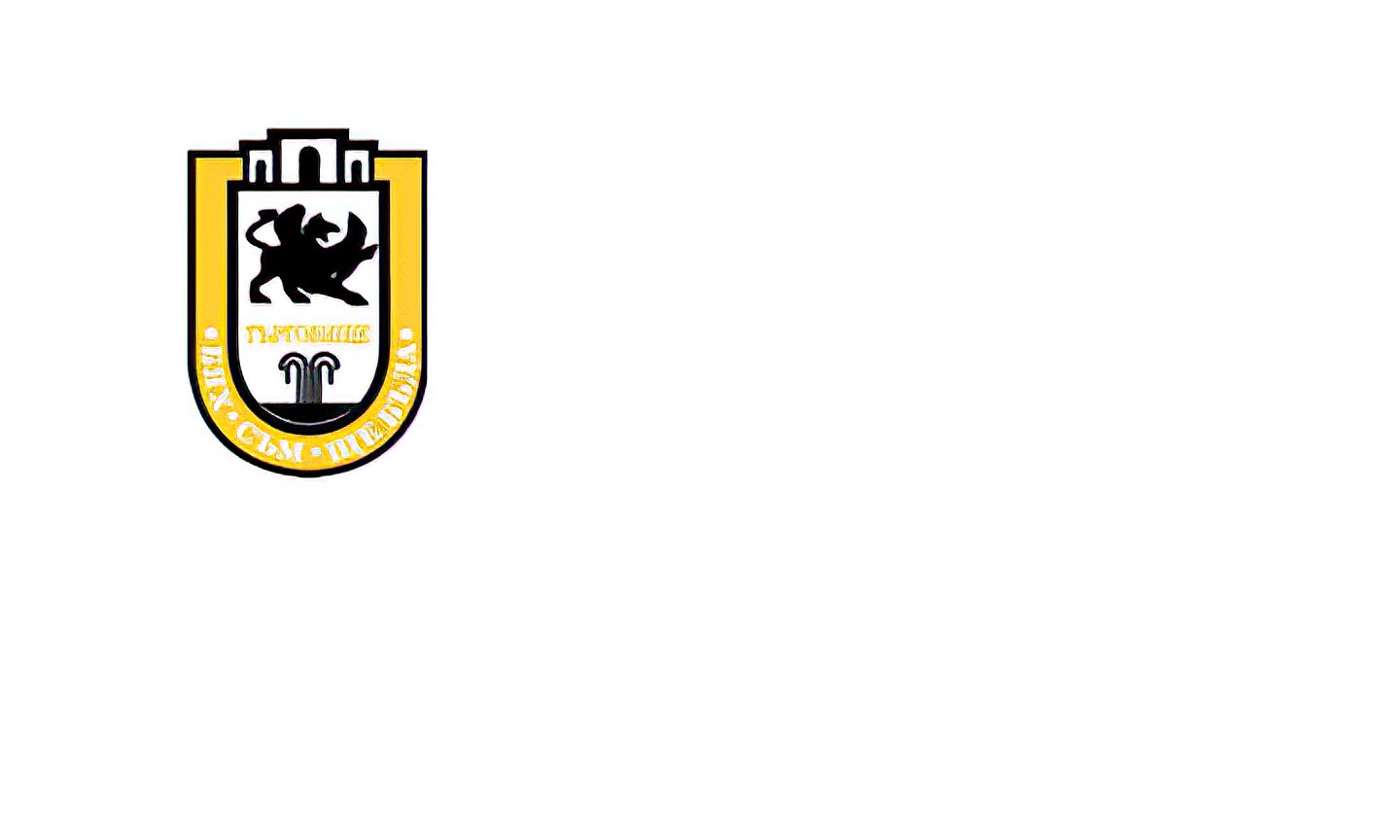
Targovisjte

## Varna

Aksakovo
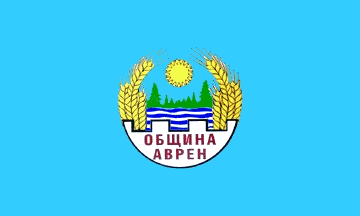
Avren
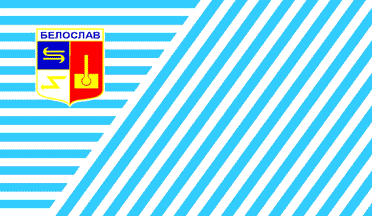
Beloslav
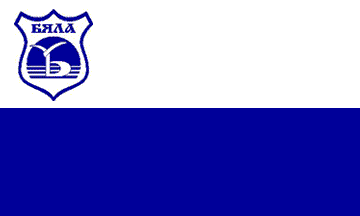
Bjala
Dalgopol
Devnja
Dolni Tsjiflik
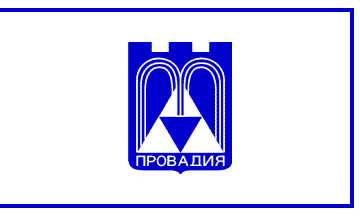
Provadia
Soevorovo
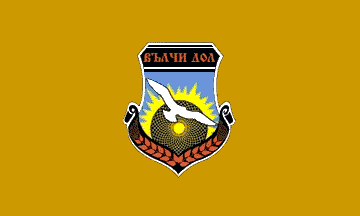
Valtsji Dol
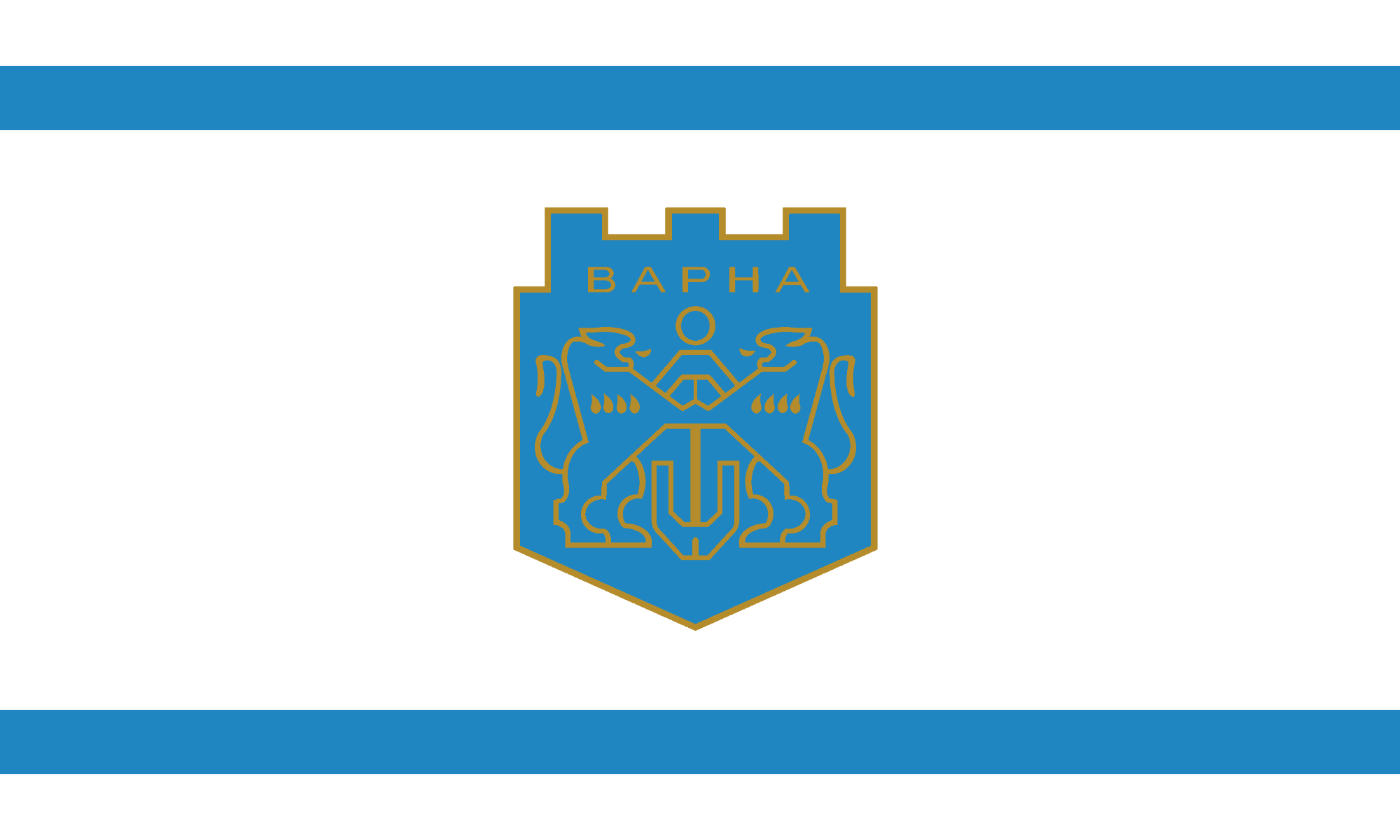
Varna
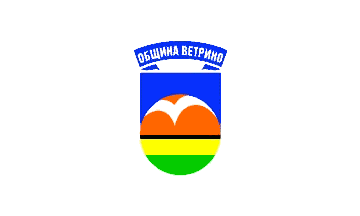
Vetrino

## Veliko Tarnovo

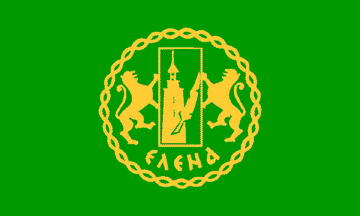
Elena
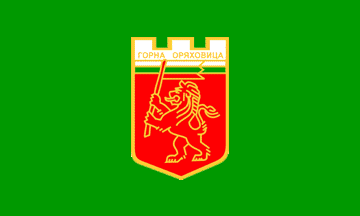
Gorna Orjachovitsa
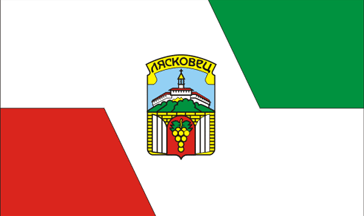
Ljaskovets
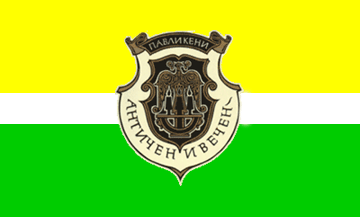
Pavlikeni
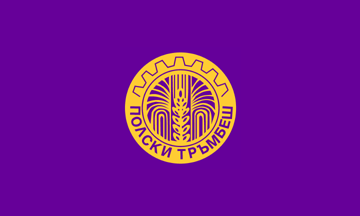
Polski Trambesj
Strazjitsa
Soechindol
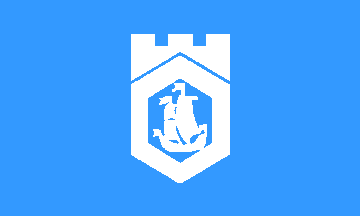
Svisjtov
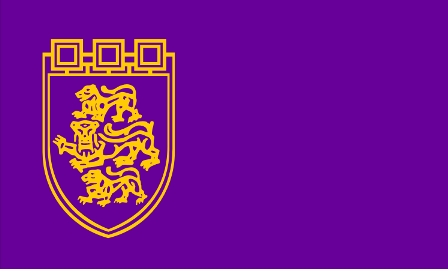
Veliko Tarnovo
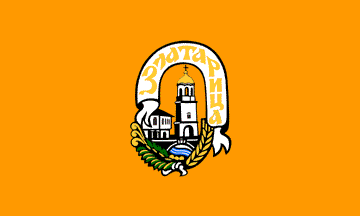
Zlataritsa

## Vidin

Belogradtsjik
Bojnitsa
Bregovo
Tsjoeprene
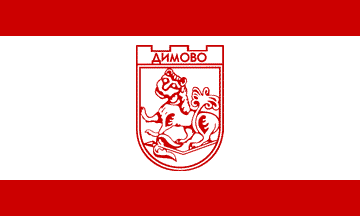
Dimovo
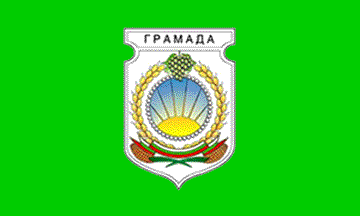
Gramada
Koela
Makresj
Novo Selo
Roezjintsi
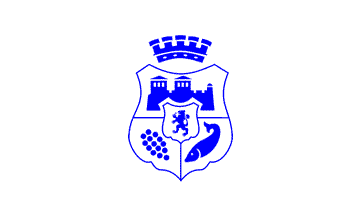
Vidin

## Vratsa

Borovan
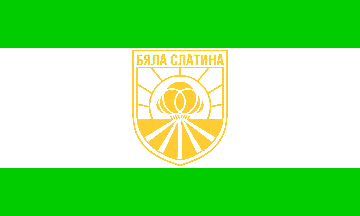
Bjala Slatina
Chajredin
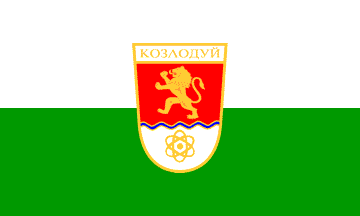
Kozlodoeï
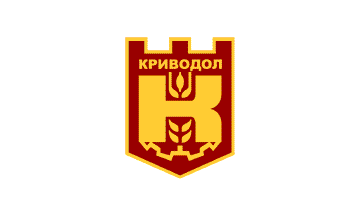
Krivodol
Mezdra
Mizija
Orjachovo
Roman
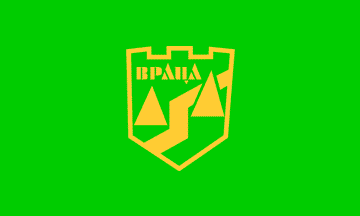
Vratsa

## Jambol

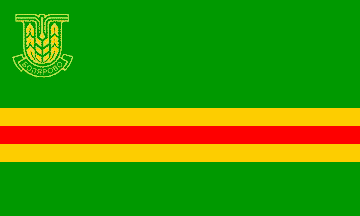
Boljarovo
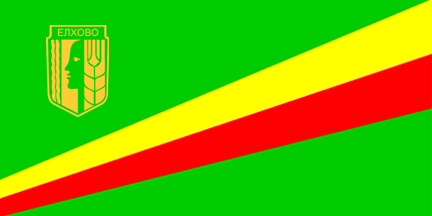
Elchovo
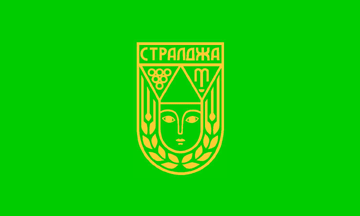
Straldzja
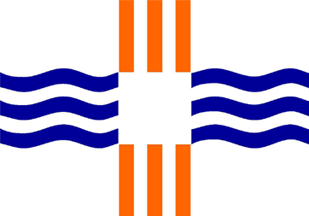
Toendzja
Jambol

Andorra · Armenië · België · Bosnië en Herzegovina · Brazilië · Bulgarije · Canada · Chili · Colombia · Costa Rica · Denemarken · Duitsland · El Salvador · Estland · Frankrijk · Georgië · Indonesië · Italië · Kroatië · Letland · Liechtenstein · Litouwen · Luxemburg · Malta · Mexico · Montenegro · Nederland · Noord-Macedonië · Noorwegen · Oekraïne · Oostenrijk · Polen · Portugal · Roemenië · Rusland · San Marino · Servië · Slowakije · Spanje · Tsjechië · Venezuela · Verenigd Koninkrijk · Verenigde Staten · Wit-Rusland · Zimbabwe · Zwitserland
Historisch: België · Nederland
Zie ook: Vlaggenlijsten (per land) · Vlaggen van afhankelijke gebieden · Vlaggen van subnationale entiteiten (per land) · Lijst van vlaggen van hoofdsteden